# UFC Fight Night: Shevchenko vs. Carmouche 2
UFC Fight Night: Shevchenko vs. Carmouche 2 (também conhecido como UFC Fight Night 156 ou UFC on ESPN+ 14) foi um evento de MMA produzido pelo Ultimate Fighting Championship no dia 10 de agosto de 2019, na Antel Arena, em Montevidéu, Uruguai.

## Background
O evento marca a primeira visita do UFC ao Uruguai.
A disputa de cinturão dos moscas femininos entre a campeã Valentina Shevchenko e a ex-desafiante peso galo feminino Liz Carmouche foram a luta principal da noite. O duelo marca a revanche de um combate realizado em 2010 entre as duas, onde Carmouche ganhou por nocaute técnico no segundo round, após uma interrupção médica.
O duelo nos meio-pesados entre o ex-desafiante dos cinturão dos meio-pesados Volkan Oezdemir e Ilir Latifi estava originalmente marcado para o UFC Fight Night: Gustafsson vs. Smith, porém, dois dias antes do evento o combate foi cancelado após uma lesão nas costas de Latifi. A luta então foi reagendada para o UFC on ESPN: Covington vs. Lawler. Por sua vez, Oezdemir teve problemas com o visto uma semana antes do duelo, com isso novamente foi adiado, agora para este evento.
O duelo nos leves entre Rafael Fiziev e Alex da Silva era esperado para este evento. Porém, no dia 24 de julho, Fiziev saiu do card após ter fraturado o pé. Ele foi substituído pelo estreante Rodrigo Vargas.
O duelo nos moscas feminino entre Veronica Macedo e Rachael Ostovich estava previsto para acontecer neste evento. Entretanto, no dia 29 de julho, Ostovich foi substituída por Polyana Viana por razões desconhecidas.
O duelo nos meio-médios entre Laureano Staropoli e Alexey Kunchenko estava previsto para este evento. No entanto, no dia 29 de julho, Staropoli saiu do card após ter fraturado o nariz e foi substituído por Gilbert Burns.
O duelo nos moscas feminino entre Ashlee Evans-Smith e Taila Santos era esperado para este evento. Porém, Evans-Smith saiu do combate por razões desconhecidas. Por sua vez, no dia 29 de julho, foi forçada a sair do card por uma lesão no punho. Com isso, o duelo foi cancelado.

## Card Oficial
Nota 1 Pelo Cinturão Peso Mosca Feminino do UFC.

## Bônus da Noite
Os lutadores receberam $50.000 de bônus:
- Luta da Noite:  Vicente Luque vs.  Mike Perry
- Performance da Noite:  Volkan Oezdemir e  Veronica Macedo

## Ligações Externas
1. ↑  Nota 1